# 温图特国家公园
温图特国家公园（英語：Vuntut National Park）是一座位于加拿大育空的国家公园，建于1995年。温图特国家公园与伊瓦维克国家公园接壤。由于原住民的土地要求，温图特国家公园至今仍处于未开发状态，也没有任何道路连接到这个公园。